# Robert Sadowski
Robert Sadowski (Cernăuți, 16 d'agost de 1914 - ?) fou un futbolista romanès de les dècades de 1930 i 1940, d'ascendència polonesa.
Disputà 5 partits amb la selecció de futbol de Romania, amb la qual participà en el Mundial de 1938. Pel que fa a clubs, defensà els colors del AMEF Arad, FC Juventus Bucureşti, Rapid Bucureşti, Ciocanul Bucureşti i AS Monaco a França.

## Palmarès
Rapid Bucureşti
- Copa romanesa de futbol (3): 1940, 1941, 1942